# Pribylina
Pribylina este o comună slovacă, aflată în districtul Liptovský Mikuláš din regiunea Žilina, pe malul râului Belá⁠(d). Localitatea se află la altitudinea de 768 m deasupra n.m., se întinde pe o suprafață de 86,12 km2 și în 2017 număra 1.323 de locuitori. Se învecinează cu comuna Vavrišovo.

## Istoric
Localitatea Pribylina este atestată documentar din 1286.

## Demografie
| An:                | 1994 | 2004   | 2014   | 2024   |
| ------------------ | ---- | ------ | ------ | ------ |
| Număr de persoane: | 1336 | 1362   | 1329   | 1316   |
| Diferență:         |      | +1,94% | −2,42% | −0,97% |

| An:                | 2023 | 2024   |
| ------------------ | ---- | ------ |
| Număr de persoane: | 1325 | 1316   |
| Diferență:         |      | −0,67% |